# Gronne
Das Naturschutzgebiet Gronne  liegt auf dem Gebiet der baden-württembergischen Stadt Ulm.

## Kenndaten
Das Gebiet wurde bereits 1972 als Naturschutzgebiet ausgewiesen und mit Verordnung des Regierungspräsidiums Stuttgart vom 15. Dezember 1982 erweitert, es hat eine Größe von 45,0 Hektar. Es wird unter der Schutzgebietsnummer 4.061 geführt. Der CDDA-Code für das Naturschutzgebiet lautet 81760 und entspricht der WDPA-ID.

## Lage
Das Schutzgebiet liegt direkt an der Donau beim Stadtteil Wiblingen. Es wird im Nordosten begrenzt durch den Fußgängersteg von der Laupheimer Straße zur Siemensstraße, im Südosten durch die K 9906. Es liegt im Naturraum 042-Hügelland der unteren Riß innerhalb der naturräumlichen Haupteinheit 04-Donau-Iller-Lech-Platte.
Im Nordwesten grenzt das NSG an das 92 Hektar große Naturschutzgebiet Nr. 4319 Lichternsee, das am 14. Dezember 2014 ausgewiesen wurde und an das 469 Hektar große Landschaftsschutzgebiet Ulm, im Südosten an das Landschaftsschutzgebiet Wiblingen, das 271 Hektar groß ist. Es liegt außerdem im 367 Hektar großen FFH-Gebiet Nr. 7625-341 Donautal bei Ulm.

## Schutzzweck
Wesentlicher Schutzzweck ist die Erhaltung und Beruhigung eines gefährdeten Feuchtgebietes im stadtnahen Bereich, dem mit seinen Wasser‑, Verlandungs- und Landflächen als Lebensraum der Vogelwelt (Rast‑, Nahrungs‑ und Nistflächen) große Bedeutung zukommt. Das Schutzgebiet muss wegen des notwendigen Populationsaustausches im Zusammenhang mit dem Donauried und den anderen Donaustauseen gesehen werden.